# Династія Какатіїв
Династія Какатіїв (కాకతీయ సామ్రాజ్యము; 1083 —1323 роки) — середньовічна індійська династія на території сучасного штату Андхра-Прадеш зі столицею в Оругаллу (сучасний Варангал), яка утворилася після падіння імперії Чола. Тривалий час сперичалася за владу в Декані та у південній Індії з державами Сеунів, Хойсалів та Пандья. Була остаточно повалена делійськими султанами з династії Туґлак.

## Історія
Зародження династії відбулася за часів Раштракутів. Брахмани відносили їх до шудр. Тоді її представники займали посади старост. За часів Східних Чалук'їв й чола вони поступово набули значні земельні володіння та отримали військову силу. В XI ст. — вони мали титул раджей. З послабленням Чола наприкінці XII ст. Какатіїв отримали незалежність.
З цього моменту династія претендувала на спадщину Східних Чалук'їв й Чола. Водночас розпочала у 1195 році боротьбу із Сеунами за вплив у Декані (центральна частина Індостану). Лише після укладання у середині XIII ст. династійного союзу із Сеунами ця війна припинилася. У 1216 році Какатіїв остаточно позбулися залежності від Чола. До початку XIV століття, за правління Пратапарудри II, держава досягла найбільшої могутності, але саме в цей час вона отримала страшний удар від військ Делійського султанату. Зазнавши першої поразки від військ султанату в 1309–1310 роках і відкупившись від них численними коштовностями, Праталарудра відразу після відходу мусульманських армій кинувся на південь, де дійшов до Тіручіралаллі, завдавши поразки Пандьям, Хойсалам і більш дрібним правителям, а потім розпочав нову війну з Сеунами.
У 1322 році Праталарудра зазнав чергової поразки від мусульманських військ і пізніше помер у полоні у 1323 році. З його смертю ця династія припинила існування.

## Економіка
Держава мала вихід до моря і вело значну зовнішню торгівлю через порт Мотупалле. Цей порт близько 1293 року відвідав знаменитий мандрівник Марко Поло на зворотному шляху з Китаю до Європи.
Важливими статтями експорту була продукція сільського господарства, твариництво та добування алмазів. Серед найвідоміших серед них є Кохінур.

## Культура

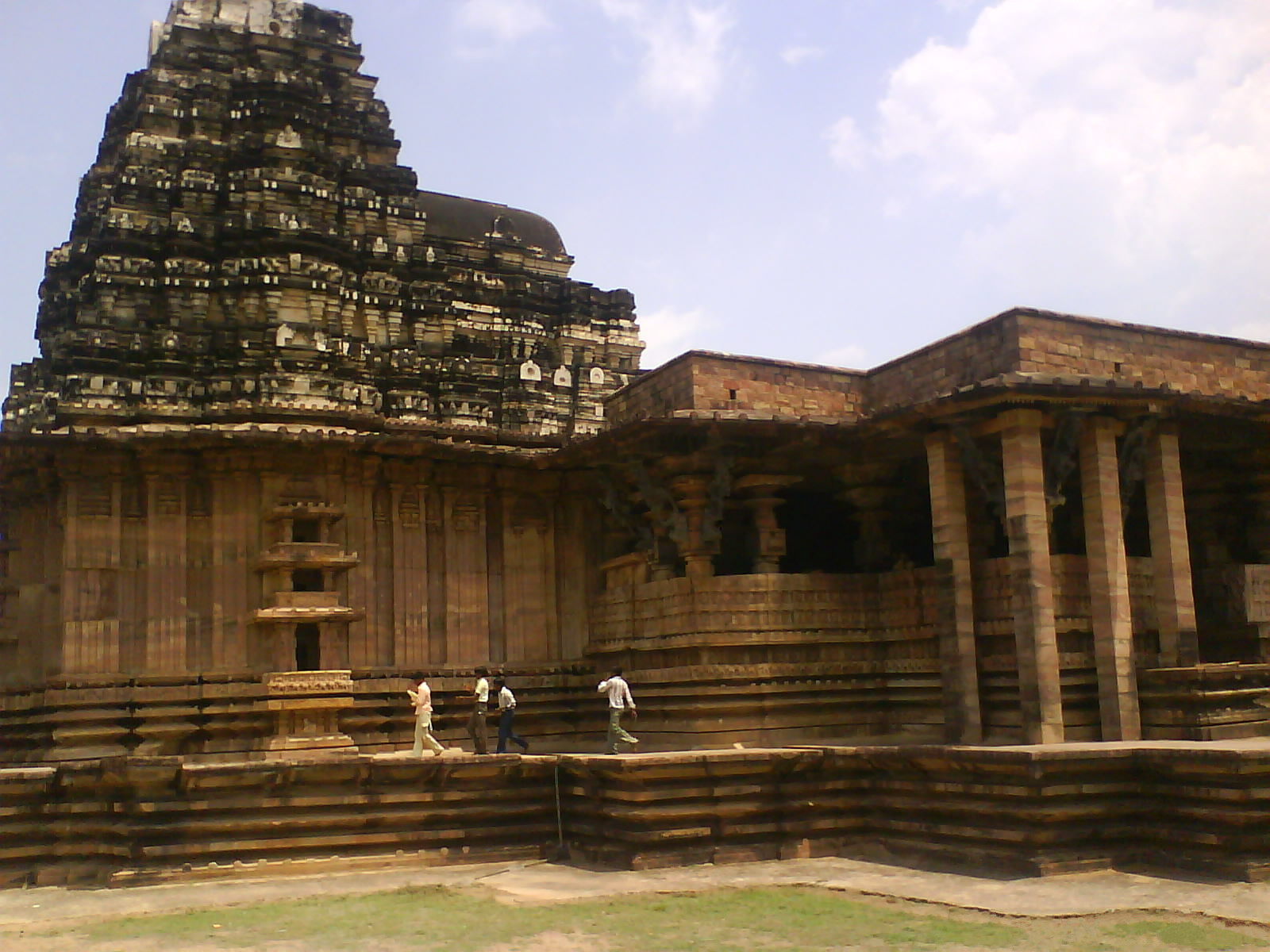
Храм Рамаппа

В архітектурі продовжувалися традиції Чолів та Західних Чалук'їв. При Какатіях було побудовано кілька досить відомих храмів, зокрема Храм тисячі стовпів у Ханумаконді, Рамаппа (або Рамалінгешвара) поблизу столиці,
Магарадже Рудрадеві I (Пратапарудрі I) приписують складання трактату про політику «Нітісари». З часів Ганапатідеви набула розвиток літературна мова телугу. Цей володар намагався впровадити її в усі сфери життя.

## Володарі
- Бета I (1000–1030)
- Прола I (1030–1075)
- Бета II (1075–1110)
- Прола II (1110–1158)
- Пратапарудра I (Рудрадева I) (1158–1195)
- Махадева (1195–1198)
- Ганапатідева (1199–1261)
- Рудрамадеві (1262–1296)
- Пратапарудра II (Рудрадева II) (1296–1323)